# Black Box (banda)
Black Box foi um projeto musical formado no final da década de 1980, na Itália, pelos produtores Daniele Davoli, Mirko Limoni, Valerio Semplici, firmando-se como um dos principais projetos de Italo house. Os produtores também usavam diversos monikers, ou nomes diferentes, como: Starlight e Groove Groove Melody.
O primeiro single "Ride on Time" foi o seu maior sucesso, não só na Itália, mas no mundo inteiro. Foi o single mais vendido na Grâ-Bretanha em 1989. Por seis semanas seguidas ficou no número 1. Ainda hoje, figura entre os Top 100 singles mais vendidos na Europa.
Uma das maiores particularidades do Black Box foi o fato dos produtores usarem uma modelo para aparições em programas de TV e videoclipes. A modelo era a belga Katrin Quinol que dublava os vocais sampleados da música "Love Sensation" de (1979), sucesso da era disco na voz de Loleatta Holloway e produzido por Dan Hartman. Mesmo com o sucesso do single, o Black Box acabou perdendo muito dinheiro, pois foi processado por Loleatta Holloway por usar seus vocais sem a devida autorização.
Em 1990, o Black Box lançou o álbum "Dreamland", que continha outros grandes sucessos, como "I Don't Know Anybody Else", "Everybody, Everybody" e "Strike It Up", que também usavam vocais sampleados, dessa vez de Martha Wash, outra diva da era Disco, essa sim, recebeu os devidos créditos.
O álbum contava ainda com uma versão de "Fantasy" da banda funk Earth, Wind and Fire.
O Black Box foi um dos poucos grupos da italo disco a chegar ao sucesso mundialmente. "Dreamland" ganhou disco de ouro nos EUA e Grã-Bretanha. Conseguindo emplacar seis hits, tanto nos charts comerciais, como no de clubs.
Em 2020, mesmo decorridos 30 anos do lançamento de seu primeiro álbum, o sucesso do grupo Black Box ainda é tão grande que isto se traduz em muitos remixes feitos por inúmeros DJ's e produtores por todo o mundo.

## Singles
- "Ride on Time" (1989)
- "I Don't Know Anybody Else" (1989)
- "Everybody Everybody" (1989)
- "Fantasy"  (1990)
- "The Total Mix" (1990)
- "Strike It Up" (1991)
- "Open Your Eyes" (1991)
- "Bright on Time" (1991)
- "Rockin´ To The Music" (1993)
- "Not Anyone" (1995)
- "I Got The Vibration/A Positive Vibration" (1996)
- "A Native New Yorker" (1997)

## Álbuns
- Dreamland (1990)
- Mixed Up! (1991)
- Positive Vibration (1995)
- Hits & Mixes (1998)